# Patrick Anthony Jennings
Patrick Anthony Jennings OBE (Newry, Comtat de Down, 12 de juny 1945) és un exfutbolista nord-irlandès que jugava de porter.

## Carrera esportiva
Va desenvolupar una gran trajectòria al futbol britànic. Es formà al Newry Town de la seva ciutat natal. No trigà a marxar a Anglaterra al Watford FC el maig de 1963. Posteriorment fou traspassat al Tottenham Hotspur FC per £27.000, i a l'Arsenal FC.
Disputà 119 partits amb la selecció d'Irlanda del Nord, rècord a la selecció (a data de 2008). Disputà les Copes del Món dels anys 1982 i 1986.

## Palmarès
Tottenham Hotspur FC
- Copa anglesa de futbol 1967
- Copa de la Lliga anglesa de futbol 1971 i 1973
- Copa de la UEFA 1972

Arsenal FC
- Copa anglesa de futbol 1979

Personal
- Football Writers' Association Footballer of the Year 1973
- PFA Players' Player of the Year 1976
- Orde de l'Imperi Britànic
- Inclòs a l'English Football Hall of Fame 2003
- 100 llegendes del futbol anglès 1998[2]